# Condado de Butler (Pensilvânia)
O Condado de Butler é um dos 67 condados do Estado americano da Pensilvânia. A sede do condado é Butler, e sua maior cidade é Butler. O condado possui uma área de 2 058 km²(dos quais 16 km² estão cobertos por água), uma população de 174 083 habitantes, e uma densidade populacional de 85 hab/km² (segundo o censo nacional de 2000). O condado foi fundado em 12 de março de 1800.